# Delphinium simonkaianum
Delphinium simonkaianum là một loài thực vật có hoa trong họ Mao lương. Loài này được Pawl. mô tả khoa học đầu tiên năm 1933 publ. 1934.